# Związek Strzelców Litewskich

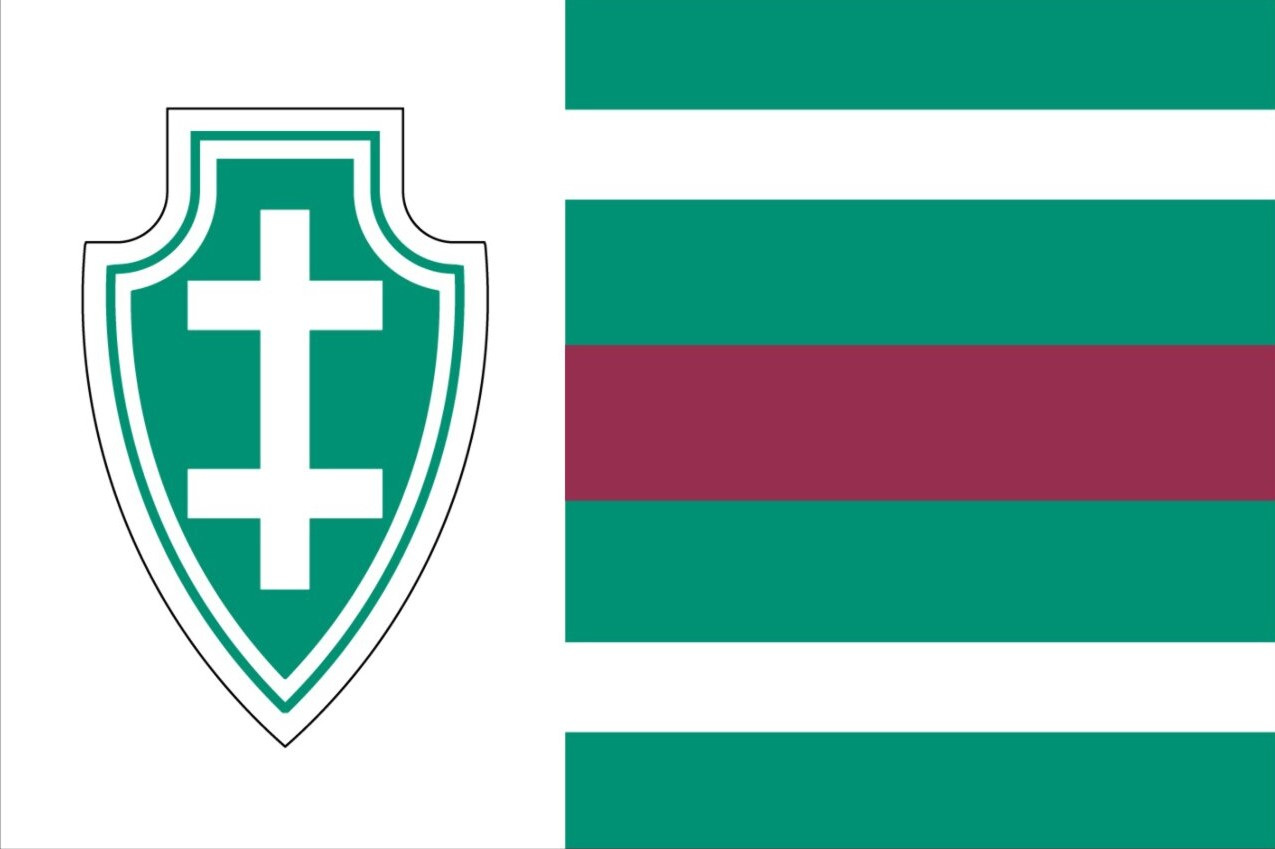
Flaga związku

Związek Strzelców Litewskich, Szaulisi (lit. Lietuvos Šaulių Sąjunga) – paramilitarna organizacja litewska powstała w 1919.
W okresie międzywojennym liczyła 61 tys. członków.
Posiada własne odznaczenia: Gwiazdę Szaulisów i Medal Gwiazdy Szaulisów.

## Założenie i odbudowa
Związek Strzelców Litewskich – dobrowolna organizacja samoobrony cywilnej, wzmacniająca siły obronne kraju, patriotyzm i tożsamość narodową, wspierająca rozwój działań edukacyjnych obrony państwa, wspomagająca policję, obronę cywilną i instytucje systemu ratownictwa. Obecnie Związek kontynuuje działalność organizacji działającej w międzywojennej Litwie do 1940 r.
27 czerwca 1919 r. został założony pierwszy oddział w Kownie. Ta data jest uznawana za datę założenia Związku. Charakter organizacji, jej cele i podstawy określił inicjator Związku Matas Šalčius oraz przyszły przywódca Vladas Putvinskis-Pūtvis.
Działalność Strzelców obejmuje wszelkie dziedziny życia: wojskową, wychowania fizycznego, edukacji kulturalnej itp. Strzelcy dbają o miejsca historyczne, organizują uroczystości, prowadzą propagandę wojskową obrony państwa w społeczeństwie.
W czerwcu 1920 r. została wydana gazeta Związku „Trimitas” (Trąbka). Pierwszym redaktorem był Matas Šalčius, nieco później J. Tumas-Vaižgantas, Adolfas Klifas i inni. Z gazetą współpracowało wielu znanych poetów, pisarzy, malarzy, przedstawicieli prawa, naukowców, działaczy społecznych okresu międzywojennego.
Gdy Związkiem dowodził V. Krėvė-Mickevičius, rząd Litwy zlecił strzelcom zorganizowanie powstania w Kłajpedzie.

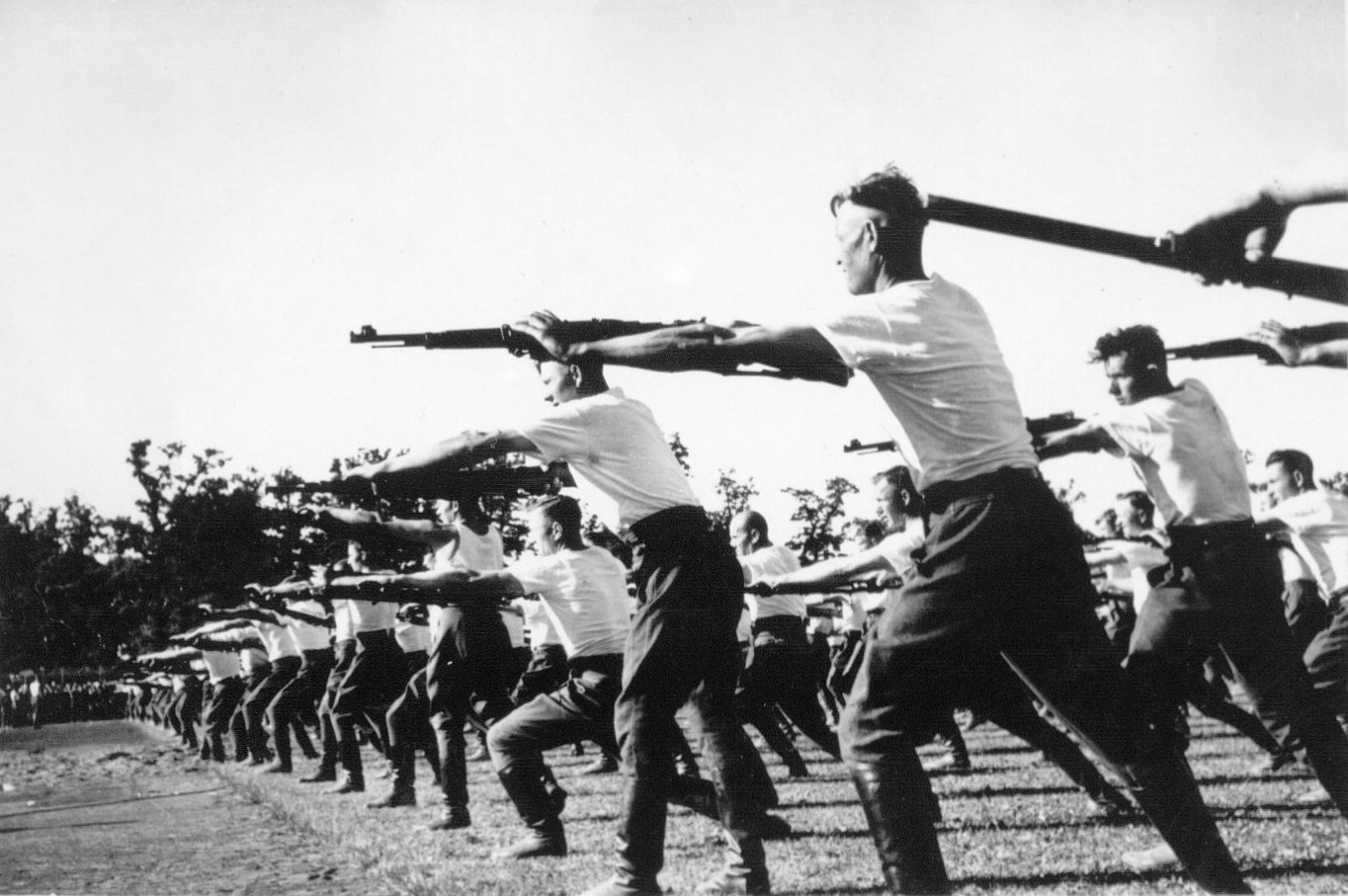
Ćwiczenia Związku Strzelców Litewskich w 1939 roku - Stadion im. S. Dariusa i S. Girėnasa

W latach 1935–1936 Związek Strzelecki został zreorganizowany – przeszedł pod komendę dowódcy sił wojskowych. Tuż przed tym, jak Związek strzelecki został rozwiązany, składał się z 62 tys. członków. Podczas okupacji sowieckiej 11 lipca 1940 r. organizacja strzelecka została rozwiązana jako pierwsza. Do 22 czerwca 1941 r. 80% członków departamentów, centrali i zarządu zostało uwięzionych i zesłanych. W latach 1941–1953 strzelcy brali aktywny udział w walkach oporu z okupantami niemieckimi i sowieckimi.
Litewski Związek Strzelecki utrzymywał kontakt z innymi nadbałtyckimi organizacjami obronnymi. W 1922 r. do Finlandii została wysłana delegacja w celu zapoznania się z fińską organizacją Sujelus Kemta, później zostały nawiązane kontakty z łotewską i estońską organizacją. Oprócz treningu wojskowego, w okresie międzywojennym strzelcy intensywnie wykonywali prace związane z krzewieniem kultury w narodzie, także aktywnie uprawiali sport.
W czasie II wojny światowej z jej szeregów rekrutowała się litewska kolaborancka formacja policyjna Ypatingasis būrys, odpowiedzialna za masowe zbrodnie na ludności żydowskiej i polskiej na Wileńszczyźnie.
Byli strzelcy i patriotyczni amerykańscy Litwini ogłosili przywrócenie Litewskiego Związku Strzeleckiego 7 marca 1954 r. w Chicago.
W okresie odradzania się Litwy 1 czerwca 1989 r. podczas wiecu w Kownie zostało oficjalnie ogłoszone przywrócenie Związku Strzeleckiego. 20 września 1989 r. członkowie grupy inicjatorskiej odrodzenia Związku złożyli pierwszą przysięgę przy grobie założyciela i ideologa Vladasa Putvinskisa Strzeleców w Kelme. Ten dzień jest uważany za datę przywrócenia Litewskiego Związku Strzeleckiego.

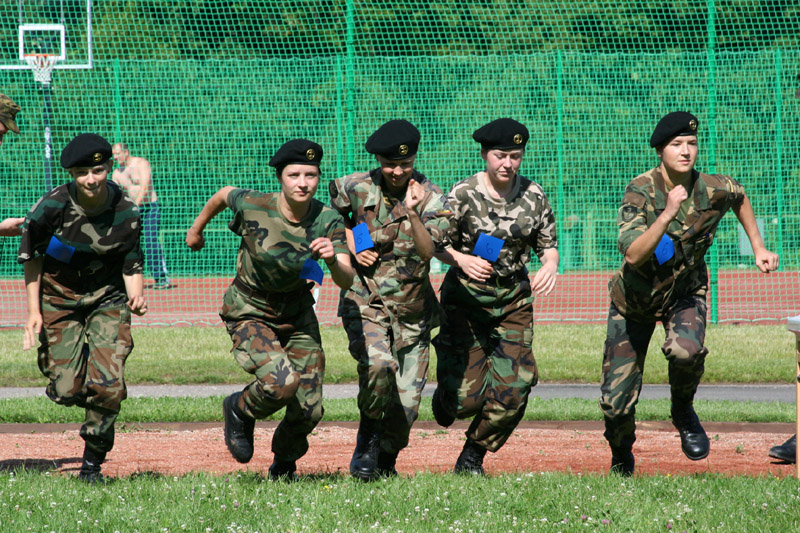
Członkowie organizacji współcześnie

15 lutego 1990 r. odbyła się konferencja przywrócenia. W lipcu wznowiono wydanie gazety „Trimitas”, która później została miesięcznikiem strzelców.
Tworzyły się orkiestry, zespoły, kaplice, strzelcy aktywnie uczestniczyli w porządkowaniu grobów partyzanckich, budowie zabytków, przenoszeniu zwłok.
W znaczącym dla Litwy 1991 r. Strzelcy byli już zorganizowaną strukturą i aktywnie uczestniczyli w ochronie parlamentu i innych obiektów państwowych. Podczas obrony obiektów i murów państwowych zginęli strzelcy: I. Šimulionis, D. Gerbutavičius i G. Žagunis. Strzelcy mieli swój udział również w operacji wycofywania oddziałów okupacyjnych z kraju.

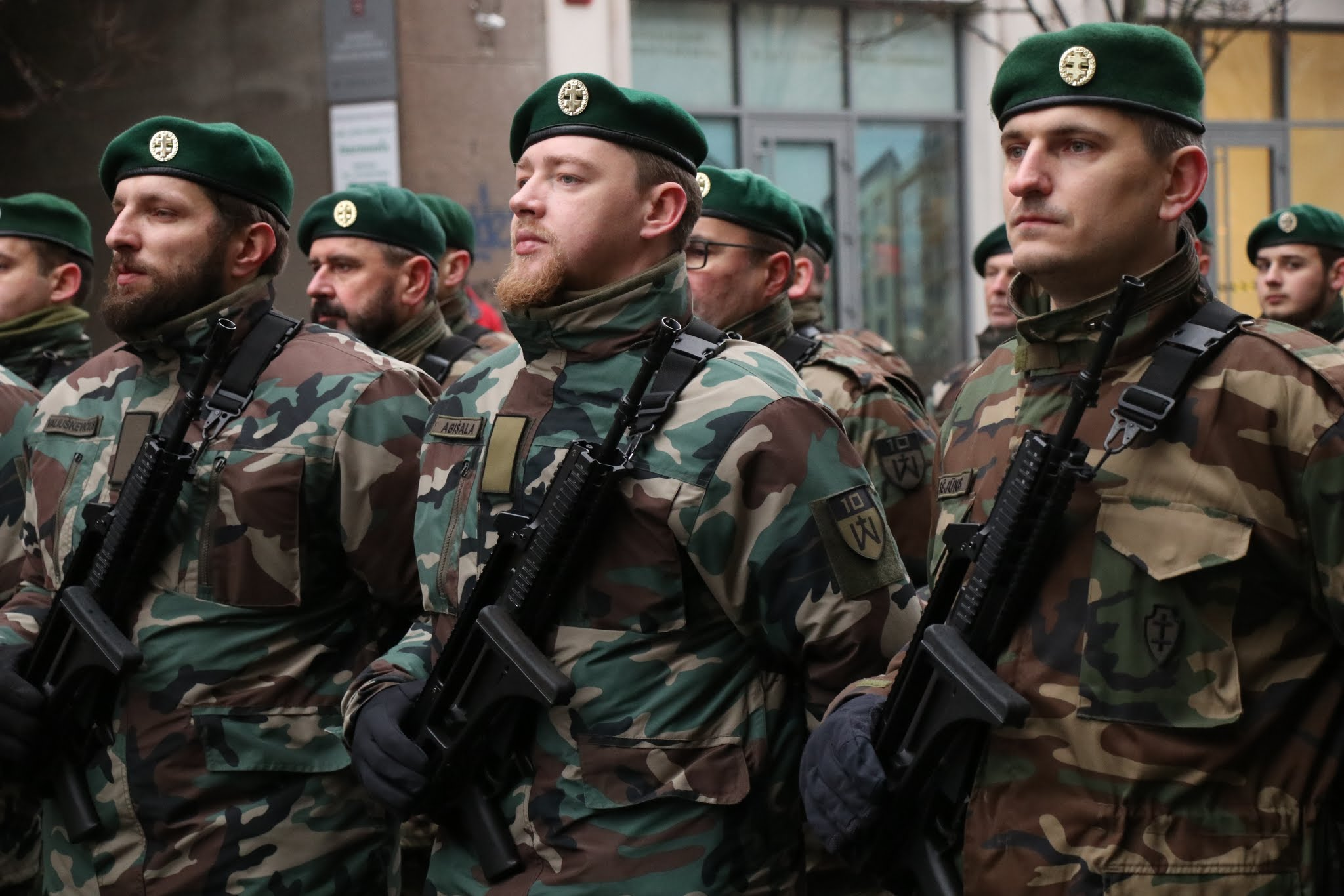
Strzelcy w 2017 roku

Dopiero 2 lipca 1997 roku przyjęto Ustawę Republiki Litewskiej w sprawie Strzelców. W roku 1998 rozpoczęto reorganizację Związku w celu włączenia strzelców do systemu obronnego kraju.
Utworzono 10 powiatowych zespołów strzeleckich. 11 maja 1999 r. w Sejmie przyjęto ustawę o zmianie ustawy o Związku Strzeleckim, a 31 grudnia tego samego roku rząd zatwierdził uchwałę „w sprawie procedury nabywania, rejestracji, przechowywania, wydawania, księgowania i użytkowania broni palnej i amunicji strzelców”. 12 stycznia 2000 r. zatwierdzono Statut Związku Strzeleckiego, a 14 lutego organizacja została ostatecznie zarejestrowana w Ministerstwie Sprawiedliwości.
W 2017 r. do Związku należało około 11 tys. członków.
W 2024 r. utworzono z założenia wielonarodowościową Kompanię im. gen. Tadeusza Kościuszki w rej. wileńskim.

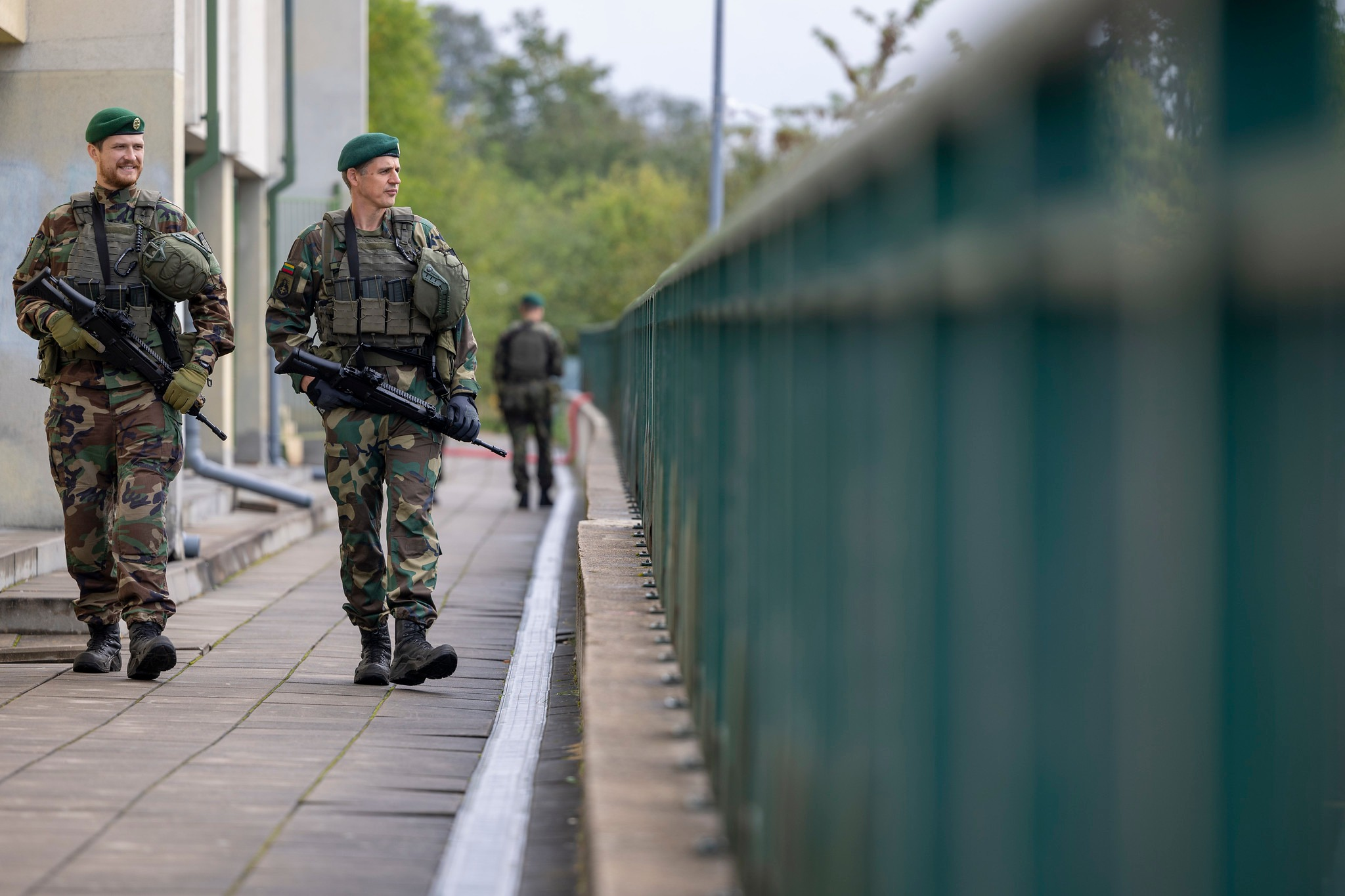
Strzelcy podczas ćwiczeń

Związek pełnił funkcje pomocnicze wobec organów państwa w czasie pandemii COVID-19 i kryzysu migracyjnego na granicy z Białorusią. Do jego funkcji należą: umacnianie niepodległości państwa litewskiego, przygotowanie zbrojnej samoobrony obywateli i obrony kraju, powszechnego oporu w razie okupacji, pomoc armii w przygotowaniu rezerwy wojskowej, pomoc policji w utrzymywaniu porządku publicznego, zwalczanie przestępczości i ochrona granic, wspieranie obrony cywilnej i ratownictwa, kształtowanie postaw obywatelskich, zaufania do państwa, poszanowania Konstytucji Republiki Litewskiej oraz pielęgnowanie narodowej kultury litewskiej. Strzelcy dzielą się na oddziały młodych strzelców  (od 12 do 18 lat) i regularne oddziały (powyżej 18 lat). W 2025 roku związek liczył prawie 17 000 członków. W 2024 roku litewskie Ministerstwo Obrony przekazało związkowi na jego działalność 13,6 miliona euro. Obecnie organizacja podporządkowana jest Ministerstwu Obrony - minister powołuje i odwołuje dowódcę związku. Proponowane jest podporządkowanie związku rządowi - plany zakładają wzrost liczby członków związku do 50 000 w 2030 roku.
Organem prasowym związku jest gazeta Trimitas.

## Zespoły Związku Strzeleckiego
- Karininko Antano Juozapavičiaus šaulių 1-oji rinktinė
- Vytauto Didžiojo šaulių 2-oji rinktinė
- Vakarų (jūros) šaulių 3-ioji rinktinė
- Suvalkijos šaulių 4-oji rinktinė
- Alfonso Smetonos šaulių 5-oji rinktinė
- Gen. P. Plechavičiaus šaulių 6-oji rinktinė
- LDK Kęstučio šaulių 7-oji rinktinė
- Žemaitijos šaulių 8-oji rinktinė
- Plk. Prano Saladžiaus šaulių 9-oji rinktinė
- Karaliaus Mindaugo šaulių 10-oji rinktinė